# Wayne Fueling Systems Sweden

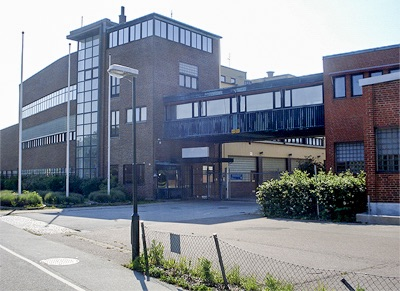
Den tidigare fabriken på Limhamnsvägen (2011)

Wayne Fueling Systems Sweden AB, tidigare AB Ljungmans verkstäder och Dresser Wayne AB, grundat 1924 är sedan 1970 ett svenskt dotterbolag i Malmö till amerikanska Wayne Fueling Systems. Företaget tillverkar bensinpumpar och betalsystem för en majoritet av de i Sverige verksamma bensinstationsbolagen.
Företaget har 350 anställda och omsätter 410 miljoner kronor.[källa behövs] Förutom Sverige levererar man till övriga Norden, de baltiska länderna samt delar av det tidigare Sovjetunionen (OSS). Dresser Wayne i Malmö har de senaste åren[när?] utvecklats till huvudkontor för Dresser Waynes europeiska verksamhet.

## Historia

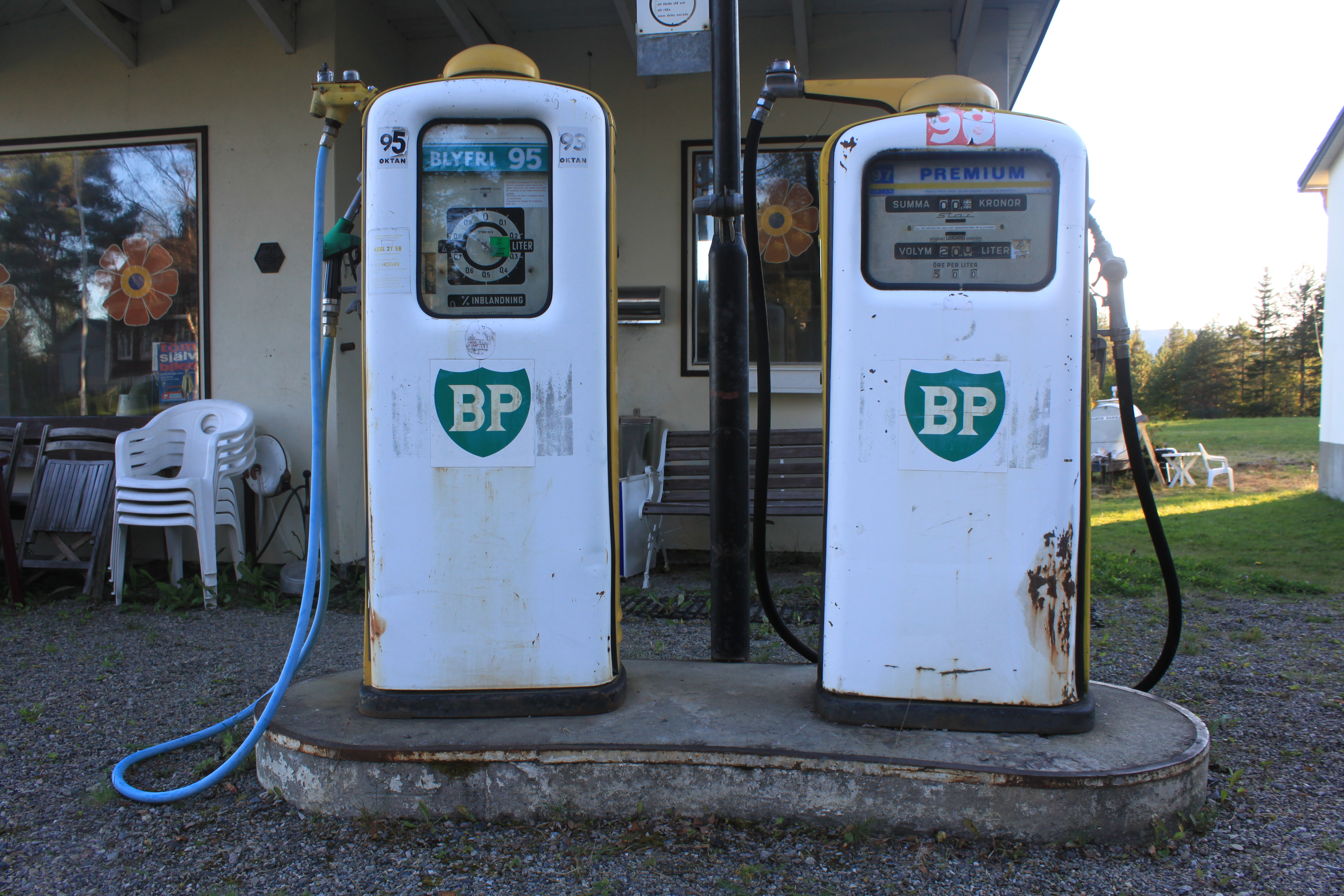
Bensinpumpar från Ljungmans vid Skålans bensinstation

Dresser Wayne AB är sprunget ur Ljungmans verkstäder  som i sin tur går tillbaka till reparationsfirman Firma Arvidssons eftr. som drevs av Jacob C Ljungman och Oscar Segerlund. Firman reparerade fartyg och var även verksamt med plåtslageri. Texaco lade in en beställning på en apparater för att kunna distribuera bensin. Jacob C Ljungman grundade nu J.C. Ljungman Plåt- och järnindustri − senare Ljungmans verkstäder. Under 1920- och 1930-talen kom man att utvecklas från att tillverka kärl för förvaring av oljor till olje- och bensinpumpar.
1934 hade 6000 pumpar tillverkats som sålts i Norden. 1938 börjades byggandet av fabriken på Limhamnsvägen i Malmö, en byggnad i funkisstil ritade av Mauritz Dahlberg som tillhör de främsta industrihusen i funkis. Erik Eklund övertog ledningen av bolaget 1936. Ljungmans expanderade kraftigt efter andra världskriget och under bilismens stora genombrott.
Fabriken byggdes ut under med nya lokaler byggda 1958 och 1962–1963. De ritades av Thorsten Roos. 
1967 lanserades ett system med automatisk kreditkortsbetalning. 1972 följde den första elektroniska bensinpumpen.
Eklund ledde det fram till 1970 då det såldes till Dresser Industries från Dallas. Namnet Ljungmans behölls fram till slutet av 1980-talet då det ändrades till Dresser Wayne. Bolagets bensinpumpar under 1960-talet kallades Star följt av modellbeteckningen, till exempel 107.
Dresser Wayne lämnade 2010 Limhamnsvägen och flyttade till Hanögatan i Östra hamnen i Malmö. De tidigare fabrikslokalerna i Limhamn revs under 2010. 2017 beslöts att lägga ned tillverkningen som flyttade till Dundee.